# Puchar Dalekowschodni w narciarstwie alpejskim 2019/2020
Sezon 2019/2020 Pucharu Dalekowschodniego w narciarstwie alpejskim rozpoczął się 4 grudnia 2019 roku. Ta edycja Pucharu zaczęła się w chińskim ośrodku narciarskim Wanlong Ski Resort. Ostatnie zawody początkowo miały zostać rozegrane w dniach 19-26 marca 2020 roku w rosyjskim Jużnosachalińsku, lecz zostały odwołane. Tegoroczne zmagania zakończyły się 14 lutego w południowokoreańskim Bears town. Zorganizowano 12 startów dla kobiet i tyle samo dla mężczyzn.

## Puchar Dalekowschodni w narciarstwie alpejskim kobiet
Wśród kobiet pucharu dalekowschodniego z sezonu 2018/2019 broniła Japonka Sakurako Mukōgawa, która również triumfowała w obecnej edycji.
W poszczególnych klasyfikacjach tryumfowały:
- slalom:  Andrea Filser
- gigant:  Sakurako Mukōgawa

## Puchar Dalekowschodni w narciarstwie alpejskim mężczyzn
Wśród mężczyzn pucharu dalekowschodniego z sezonu 2018/2019 bronił Koreańczyk Jung Dong-hyun, która również triumfował w obecnej edycji.
W poszczególnych klasyfikacjach tryumfowali:
- slalom:  Jung Dong-hyun
- gigant:  Iwan Kuzniecow